# Цинцендорф, Николай Людвиг
Николай Людвиг фон Цинцендорф и Поттендорф (нем. Nikolaus Ludwig Graf von Zinzendorf; 26 мая 1700, Дрезден, Германия — 9 мая 1760, Гернгут, Саксония) — имперский граф Цинцендорф и Поттендорф, один из крупнейших богословов XVIII века, епископ и реформатор Моравской церкви, основоположник движения гернгутеров в недрах Лютеранства.

## Ранние годы
Предки Цинцендорфа происходили из Нижней Австрии, но, приняв протестантизм, переселились на север, в Германию. Родители Николая находились под сильным влиянием пиетизма и его основателя Филипп Якоб Шпенер. Отец Цинцендорфа, бывший министром в правительстве саксонского курфюрста, умер, когда мальчик был ещё маленький, и его мать вышла замуж вторично, когда Николаю исполнилось 4 года. Мальчик испытал довольно сильное пиетистское влияние своей бабушки, Катарины фон Герсдорф.
В возрасте 10 лет Николай был отправлен в Галле на обучение в «Педагогиуме», основанном А. Г. Франке (1663—1727). В 1716 году Цинцендорф поступает в Виттенбергский университет и получает степень юриста. По окончании университета совершает путешествие по Западной Европе, благодаря чему знакомится с различными христианскими традициями и приходит к идее соединения под Главою-Христом разнообразия христианской веры.
Заинтересованность в церковной деятельности и пиетистские стремления Цинцендорфа к религиозному пробуждению подвигли его сначала на попытки создания пиетистских групп в лютеранской церкви (многие из которых создавались и до него). Однако растущий рационализм начала XVIII века и сухой догматизм современного ему лютеранства побудили Цинцендорфа к новому восприятию церковной жизни. Он начинает думать, что лишь свободная церковь, независимая от государства и являющаяся свободным и добровольным объединением верующих, может быть истинной церковью. Такие изменения во взглядах привели в результате к связям с Unitas Fratrum.

### Гернгут
Услышав о гонениях, которые терпели от католиков чешские братья в Моравии, Цинцендорф отправляет им приглашение переселиться в его поместье Бертельсдорф, которое они с радостью принимают. В 1722 году в этом поместье основывается поселение Гернгут, ставшее надолго центром духовного обновления, социально-религиозной реформы и миссионерской жизни. Община строится на основе вероисповедания Unitas Fratrum и коммунальном принципе хозяйствования. Все неженатые члены общины с десятилетнего возраста живут в двух больших общежитиях (для мужчин и женщин), а молодоженам община помогает обустроить личное хозяйство. В 1730 году Цинцендорф посетил коронацию датского короля Кристиана (своего дальнего родственника) и узнал о существовании народов, не знавших Иисуса Христа.
В 1736 году граф Цинцендорф посещает Россию. Он лично проповедовал в Ревеле в Домском соборе и церкви Олевисте. При содействии графа в 1739 году вышло первое полное издание Библии на эстонском языке.
Оставаясь формально лютеранином (граф не выходил из Лютеранской церкви, сохраняя единство с ней), в 1737 году епископ Unitas Fratrum Даниел Эрнст Яблонский, внук Яна Амоса Коменского, и епископ моравских братьев в Гернгуте Давид Нитшман посвящают Цинцендорфа в епископский сан. Таком образом Цинцендорф стал вторым епископом Моравской церкви и 64 епископом чешских братьев.

### Миссии
В 1739 году Цинцендорф трудился на датском острове Сент-Томас в Вест-Индии, где 900 негров были обращены им в христианство.
В 1740 году саксонское правительство выслало графа Цинцендорфа. В 1741 году Цинцендорф отправляется в Америку проповедовать Евангелие индейцам Пенсильвании (Бетлехем). Лютеранская церковь признает единство веры с гернгутской общиной, несмотря на некоторые формальные различия в исповедании веры. В свою очередь Цинцендорф от имени Моравской церкви подписывает в 1750 году Аугсбургское исповедание.

## Память
Епископ граф Николай Цинцендорф почитается Лютеранской и Моравской церквями. День поминовения — 9 мая.
В городе Гернгут находится дом-музей Цинцендорфа, архив Моравской церкви имени Цинцендорфе, действует гимназия им. Цинцендорфа
Улицы Цинцендофа есть в Граце (Цинцендорфгассе), Хемнице, Дрездене, Радебойле, Роннебурге, Хамме, Баутцене и Санкт-Пёльтене (Цинцендорфштрассе).